# Mr. Brownstone
«Mr. Brownstone» es una canción perteneciente a la banda de hard rock estadounidense Guns N' Roses que fue incluida en su álbum de estudio debut Appetite for Destruction, de 1987. Fue escrita por Izzy Stradlin en el apartamento de su novia "Desi". Fue el primer sencillo del álbum.
La canción hace referencia a la adicción a la heroína que sufría la banda en ese entonces, brownstone (piedra marrón) en inglés, es una jerga callejera para referirse a un tipo de heroína. 
En su autobiografía, Slash, menciona que Izzy compuso la canción, una noche mientras se inyectaban heroína en el departamento de la novia de este, Slash, dice que Izzy se lamentaba de no poder controlar su adicción, por lo que escribió la canción.
La parte donde se menciona "We've been dancin' with Mr. Brownstone", Izzy hacia directa referencia al momento de inyectarse y en la parte "He's been knockin', he won't leave alone" hace referencia a que la adicción lo perseguía y que no la podía dejar.